# Molières-Glandaz
 Molières-Glandaz  là một xã thuộc tỉnh Drôme trong vùng Auvergne-Rhône-Alpes đông nam nước Pháp. Xã Molières-Glandaz nằm ở khu vực có độ cao trung bình 440 mét trên mực nước biển.